# JD Edwards EnterpriseOne
 (janvier 2020).
Si vous disposez d'ouvrages ou d'articles de référence ou si vous connaissez des sites web de qualité traitant du thème abordé ici, merci de compléter l'article en donnant les références utiles à sa vérifiabilité et en les liant à la section « Notes et références ».
JD Edwards EnterpriseOne est un progiciel de gestion intégré. Anciennement appelé Peoplesoft EnterpriseOne ou OneWorld XE ou ERP 8 (selon la version) et commercialisé par J.D. Edwards puis par Peoplesoft. J.D. Edwards a fusionné avec PeopleSoft, elle-même rachetée par Oracle en 2004. Le produit est depuis renommé « Oracle JDEdwards EnterpriseOne ». Il est composé de plusieurs modules plus ou moins indépendants.

## Historique et versions
- WorldSoftware: sur IBM AS/400 et iSeries,
- OneWorld: client serveur multiplateforme,

La première version Full Web est la 8.11 sortie en hiver 2004.
La dernière version disponible est la 9.02 et s'oriente vers une architecture de type SOA via le middleware Oracle appelé FUSION.

## Modules de J.D. Edwards
Les modules peuvent être regroupés en 7 catégories (traductions à parfaire) :
- Asset Lifecycle Management (Gestion des immobilisations)
- Customer Relationship Management (Gestion de la relation client)
- Financial Management (Comptabilité et comptabilité analytique)
- Human Capital Management (Ressources humaines)
- Manufacturing and Engineering (Productions et Ingénierie)
- Order Management (Gestion des commandes)
- Supply Chain Planning (Approvisionnement)
- Supply Chain Execution (Logistique)
- Supply Management (Achat)
- Project Management (Gestion de projet)
- Real Estate and home construction
- Food and Beverage Producers (Agriculture)
- EnterpriseOne Tools and Technology

## Fonctionnement

### Langage de programmation
La programmation au sein de JDE EnterpriseOne se fait essentiellement en Event Rules, un langage interprété développé par J.D. Edwards, afin de gérer divers évènements comme l'initialisation d'une fenêtre, l'initialisation d'une grille, le clic sur un bouton, le clic sur une ligne de grille, etc.

### Business Fonctions
Les Business Fonctions sont des boites à outils qui permettent de réaliser des opérations plus ou moins complexes : conversion d'une date d'un format A vers un format B, conversion en devise... jusqu'aux Master Business Fonctions (MBF) qui permettent de gérer les entrées et l'intégrité dans l'ERP (création de commande....)
Ces Business Fonctions ont besoin d'un certain nombre de paramètres en entrée et délivrent un certain nombre de valeur en sortie.
Elles sont principalement codées en langage C ou bien en NER (Named Event Rules : langage propriétaire JDE).
Elles nécessitent d'être compilées avant de pouvoir être appelées dans un programme JDE.